# Casa a la Prenyanosa I
Casa a la Prenyanosa I és una casa del municipi de Cervera (Segarra) protegida com a Bé Cultural d'Interès Local.

## Descripció
Magnífica casa a desgrat de l'abandonament en què es troba. La porta d'accés -el portal adovellat clàssic de l'època-, es troba encara a l'interior del nucli, mentre la part de fora i com a mur de tancament, destaca un gran finestral quadrangular amb motllures renaixentistes, juntament amb d'altres obertures desiguals. L'aparell constructiu és força irregular, tot i que presenta evidències d'haver estat arrebossat.
(Text procedent del POUM)